# 94-й стрелковый корпус
94-й стрелковый корпус — воинское соединение Вооружённых Сил СССР во время Великой Отечественной войны.

## История
Корпус был сформирован 17.08.1943 года в Московском военном округе.
В действующей армии с 15.11.1943 года по 03.09.1945 года.
Осенью 1943 года включён в состав 1-й гвардейской армии и принимал участие в Житомирско-Бердичевской операции (соединения корпуса вели бои непосредственно за Житомир) и Проскуровско-Черновицкой операции наступая на Проскуров, где был передан 60-й армии.
В июне 1944 года переброшен на рубеж реки Свирь для участия в Свирско-Петрозаводской операции, но остался в резерве армии, в операции участия не принимал, был передан в состав 21-й армии, которая вскоре была выведена в резерв.
05.12.1944 года вошёл в состав 39-й армии.
На подготовительном этапе Восточно-Прусской операции корпусу предписывалось силами 358-й стрелковой дивизии прорвать оборону противника на участке Пилькаллен, (иск.) Шаарен (фронт 3 км), во взаимодействии с 5-м гвардейским стрелковым корпусом уничтожить пилькалленскую группировку противника и к исходу первого дня операции овладеть рубежом Гросс Туллен, Хенскишкен; в последующем развить удар на Тильзит. Для проведения операции корпус был усилен 517-м танковым полком, 42-м миномётным полком реактивной артиллерии, 610-м истребительно-противотанковым артиллерийским полком. Кроме того корпусу был придан 42-й батальон 9-й штурмовой инженерно-сапёрной бригады. Ширина полосы наступления корпуса составляла 3 километра, глубина задачи первого дня — 10,5 километра; на пятый день имелся в виду выход войск корпуса в район Тильзита (глубина 60 километров).

Построение боевого порядка 94-го стрелкового корпуса при прорыве подготовленной обороны противника 13 января 1945 года

13.01.1945 года корпус перешёл в наступление. К исходу 17.01.1945 соединения корпуса завершили прорыв тактической зоны обороны противника и во взаимодействии с 5-м гвардейским стрелковым корпусом разгромили его пилькалленскую группировку войск. Наступление было продолжено и за 18.01.1945 года корпус продвинулся ещё на 17 километров.
19.02.1945 года — 22.02.1945 года отражал контрудар немецких войск, шедших на соединение Кёнигсбергской и Земландских группировок.
Во время Кёнигсбергской операции корпус наступал в общем направлении на Меденау, Калининградский залив и глубже других войск армии вклинился в оборону противника, отделив кёнигсбергскую группировку от группировки, расположенной в городе Пиллау.
По окончании боевых действий 16.04.1945 в Прибалтике корпус в составе армии был выведен в резерв и 20.06.1945 года был передан в Забайкальский фронт, к середине июля 1945 года сосредоточился в районе восточнее Тамцак-Булака. Действовал на хайларском направлении с халхин-голского плацдарма в отрыве от основных сил армии, с задачей не допустить отхода японских войск к Большому Хингану 12.08.1945 года корпус разгромил группировку баргутской конницы, пленив около тысячи всадников. Впрочем, исходя из следующего ниже письма, можно сомневаться в правильности использования слова «разгромил».
Из письма генерала Чжоу Линь, командующего 10-м военным округом Маньчжоу-Го от 11.08.1945 года командиру корпуса И. И. Попову
«При бомбардировке г. Хайлар авиационными силами Красной Армии подчинённые мне войска отступили в местечко Шиньсхен и в данное время находятся здесь в составе 1000 с лишним всадников. Только что, сейчас, то есть в 6 часов утра 11 августа, я услышал, что войска, вверенные Вам, вступили в местечко Улан-Дарган. А поэтому спешу доложить Вам о своём желании со всеми моими силами вступить под Ваше высокое покровительство».
Корпус принимал участие в освобождении городов Староконстантинов, Житомир, Шиллен, Пилькаллен, Тапиау.

## Полное наименование
94-й стрелковый Староконстантиновский Краснознамённый корпус

## Подчинение и состав
| Дата       | Фронт                    | Армия                 | В составе (стрелковые) | Другие части, в том числе приданные                                 | Примечания                         |
| ---------- | ------------------------ | --------------------- | --- | ------------------------------------------------------------------- | ---------------------------------- |
| 01.09.1943 | Московский военный округ | -                     | управление корпуса |                                                                     |                                    |
| 01.10.1943 | Резерв Ставки ВГК        | 58-я армия            | 263-я стрелковая дивизия 267-я стрелковая дивизия 387-я стрелковая дивизия                                                  | 994-й отдельный батальон связи                                      |                                    |
| 01.11.1943 | Резерв Ставки ВГК        | 58-я армия            | 99-я стрелковая дивизия 127-я стрелковая дивизия 271-я стрелковая дивизия 328-я стрелковая дивизия 350-я стрелковая дивизия | 994-й отдельный батальон связи                                      |                                    |
| 01.12.1943 | 1-й Украинский фронт     | 1-я гвардейская армия | 30-я стрелковая дивизия 99-я стрелковая дивизия 127-я стрелковая дивизия 350-я стрелковая дивизия                           | 994-й отдельный батальон связи                                      |                                    |
| 01.01.1944 | 1-й Украинский фронт     | 1-я гвардейская армия | 30-я стрелковая дивизия 99-я стрелковая дивизия 350-я стрелковая дивизия                                                    | 994-й отдельный батальон связи                                      |                                    |
| 01.02.1944 | 1-й Украинский фронт     | 1-я гвардейская армия | 30-я стрелковая дивизия 99-я стрелковая дивизия                                                                             | 994-й отдельный батальон связи                                      |                                    |
| 01.03.1944 | 1-й Украинский фронт     | 1-я гвардейская армия | 30-я стрелковая дивизия 99-я стрелковая дивизия                                                                             | 994-й отдельный батальон связи                                      |                                    |
| 01.04.1944 | 1-й Украинский фронт     | 60-я армия            | 117-я гвардейская стрелковая дивизия 99-я стрелковая дивизия                                                                | 994-й отдельный батальон связи                                      |                                    |
| 01.05.1944 | 1-й Украинский фронт     | 60-я армия            | 135-я стрелковая дивизия 221-я стрелковая дивизия                                                                           | 994-й отдельный батальон связи                                      |                                    |
| 01.06.1944 | 1-й Украинский фронт     | 60-я армия            | 135-я стрелковая дивизия 221-я стрелковая дивизия 327-я стрелковая дивизия                                                  | 994-й отдельный батальон связи                                      |                                    |
| 01.07.1944 | Карельский фронт         | 7-я армия             | 135-я стрелковая дивизия 221-я стрелковая дивизия 327-я стрелковая дивизия                                                  | 994-й отдельный батальон связи                                      |                                    |
| 01.08.1944 | Ленинградский фронт      | 21-я армия            | 135-я стрелковая дивизия 221-я стрелковая дивизия 286-я стрелковая дивизия                                                  | 994-й отдельный батальон связи                                      |                                    |
| 01.09.1944 | Ленинградский фронт      | 21-я армия            | 135-я стрелковая дивизия 221-я стрелковая дивизия 286-я стрелковая дивизия                                                  | 994-й отдельный батальон связи                                      |                                    |
| 01.10.1944 | Резерв Ставки ВГК        | 21-я армия            | 124-я стрелковая дивизия 221-я стрелковая дивизия 358-я стрелковая дивизия                                                  | 994-й отдельный батальон связи                                      |                                    |
| 01.11.1944 | Резерв Ставки ВГК        | 21-я армия            | 124-я стрелковая дивизия 221-я стрелковая дивизия 358-я стрелковая дивизия                                                  | 994-й отдельный батальон связи                                      |                                    |
| 01.12.1944 | Резерв Ставки ВГК        | 21-я армия            | 124-я стрелковая дивизия 221-я стрелковая дивизия 358-я стрелковая дивизия                                                  | 994-й отдельный батальон связи 1197-й самоходно-артиллерийский полк |                                    |
| 01.01.1945 | 3-й Белорусский фронт    | 39-я армия            | 124-я стрелковая дивизия 221-я стрелковая дивизия 358-я стрелковая дивизия                                                  | 994-й отдельный батальон связи 1197-й самоходно-артиллерийский полк |                                    |
| 01.02.1945 | 3-й Белорусский фронт    | 39-я армия            | 124-я стрелковая дивизия 221-я стрелковая дивизия 358-я стрелковая дивизия                                                  | 994-й отдельный батальон связи 1197-й самоходно-артиллерийский полк |                                    |
| 01.03.1945 | 3-й Белорусский фронт    | 39-я армия            | 124-я стрелковая дивизия 358-я стрелковая дивизия                                                                           | 994-й отдельный батальон связи 1197-й самоходно-артиллерийский полк | В составе Земландской группы войск |
| 01.04.1945 | 3-й Белорусский фронт    | 39-я армия            | 124-я стрелковая дивизия 221-я стрелковая дивизия 358-я стрелковая дивизия                                                  | 994-й отдельный батальон связи 1197-й самоходно-артиллерийский полк | В составе Земландской группы войск |
| 01.05.1945 | Резерв Ставки ВГК        | 39-я армия            | 124-я стрелковая дивизия 221-я стрелковая дивизия 358-я стрелковая дивизия                                                  | 994-й отдельный батальон связи                                      |                                    |
| 01.06.1945 | Резерв Ставки ВГК        | 39-я армия            | 124-я стрелковая дивизия 221-я стрелковая дивизия 358-я стрелковая дивизия                                                  | 994-й отдельный батальон связи                                      |                                    |
| 01.07.1945 | Забайкальский фронт      | 39-я армия            | 124-я стрелковая дивизия 221-я стрелковая дивизия 358-я стрелковая дивизия                                                  | 994-й отдельный батальон связи                                      |                                    |
| 01.08.1945 | Забайкальский фронт      | 39-я армия            | 124-я стрелковая дивизия 221-я стрелковая дивизия 358-я стрелковая дивизия                                                  | 994-й отдельный батальон связи                                      |                                    |
| 09.08.1945 | Забайкальский фронт      | 39-я армия            | 124-я стрелковая дивизия 221-я стрелковая дивизия 358-я стрелковая дивизия                                                  | 994-й отдельный батальон связи                                      |                                    |
| 03.09.1945 | Забайкальский фронт      | 39-я армия            | 124-я стрелковая дивизия 221-я стрелковая дивизия 358-я стрелковая дивизия                                                  | 994-й отдельный батальон связи                                      |                                    |

Части подчинения управления корпуса:
- 994-й отдельный ордена Красной Звезды[2] батальон связи
- 434-я полевая авторемонтная база
- 2881-я военно- почтовая станцяя

## Командование
- Вейкин, Ян Янович (с 17.08.1943 по 03.09.1943), генерал-майор
- Попов, Иосиф Иванович (c 03.09.1943 по 03.09.1945), генерал-майор

## Награды и наименования
- 19 марта 1944 года — «Староконстантиновский» — почётное наименование присвоено приказом Верховного Главнокомандующего № 060 от 19 марта 1944 года в ознаменование одержанной победы и за отличие в боях за освобождение города Староконстантинов
- 20 сентября 1945 года —  Орден Красного Знамени — награждён указом Президиума Верховного Совета СССР от 20 сентября 1945 года за образцовое выполнение заданий командования в боях против японских войск на Дальнем Востоке при прорыве Маньчжуро-Чжалайнурского и Халун-Аршанского укреплённых районов, форсировании горного хребта Большой Хинган, овладение городами Чанчунь, Мукден, Цицикар, Жэхэ, Дайрэн, Порт-Артур и проявленные при этом доблесть и мужество.[3]